# Hoplitis uvulalis
Hoplitis uvulalis är en biart som först beskrevs av Theodore Dru Alison Cockerell 1902. Den ingår i släktet gnagbin och familjen buksamlarbin. Inga underarter finns listade i Catalogue of Life.

## Beskrivning
Hoplitis uvulalis är ett övervägande svart bi, med bruna partier på benen och vid vingbaserna, i synnerhet hos hanen. Denne har även breda bruna band längs tergiternas bakkanter. Behåringen är vanligen vit, men nykläckta individer kan ha gulbrun behåring. Hanens kroppslängd är mellan 9 och 10 mm, honans mellan 9 och 11,5 mm. Det har förmodas att arten skall ha utvecklats från bergslevande populationer av den nära släktingen Hoplitis producta.

## Utbredning
Arten förekommer i västra USA från Oregon i norr till Arizona i söder, och från Kalifornien i väster till Utah i öster.

## Ekologi
Hoplitis uvulalis är ett bergslevande bi. Arten är polylektisk, den flyger till blommande växter från många olika familjer: Desmeknoppsväxter som fläderarter, ärtväxter som Ottleya greenei, och grobladsväxter som penstemoner.
Som alla gnagbin är arten solitär, honan svarar själv för bobyggnaden och omsorgen om avkomman.